# Campeonato Mundial de Atletismo Sub-20 de 2022 - Revezamento 4x400 m feminino
A prova do revezamento 4 x 100 metros feminino do Campeonato Mundial de Atletismo Sub-20 de 2022 ocorreu entre nos dias 5 e 6 de agosto de 2022 no Estádio Olímpico Pascual Guerrero, em Cali, na Colômbia.

## Recordes
Antes desta competição, os recordes mundiais e do campeonato nesta prova eram os seguintes:
|       | Nacionalidade  | Tempo   | Local    | Data                |
| ----- | -------------- | ------- | -------- | ------------------- |
| WU20R | Estados Unidos | 3:27.60 | Grosseto | 18 de julho de 2004 |
| CR    | Estados Unidos | 3:27.60 | Grosseto | 18 de julho de 2004 |
| WU20L | Estados Unidos | 3:25.35 | Walnut   | 16 de abril de 2022 |

## Medalhistas
| Ouro | Prata | Bronze                                                                                     |
| Estados Unidos · Mekenze Kelley · Shawnti Jackson · Akala Garrett · Roisin Willis · Madison Whyte[a] · Zaya Akins[a] · Kennedy Wade[a] | Jamaica · Dejanea Oakley · Abigail Campbell · Oneika McAnnuff · Alliah Baker · Oneika Brissett[a] · Rickianna Russell[a] | Reino Unido · Yemi Mary John · Jessica Astill · Ophelia Pye · Etty Sisson · Poppy Malik[a] |

a  Atletas que participaram apenas nas eliminatórias e receberam medalhas.

## Cronograma
Todos os horários são locais (UTC-5).
| Data        | Hora  | Evento  |
| ----------- | ----- | ------- |
| 5 de agosto | 07:40 | Bateria |
| 6 de agosto | 14:20 | Final   |

## Resultados

### Bateria
Qualificação: Os 2 primeiros de cada bateria (Q) e os 2 tempos mais rápidos (q).
| Posição | Bateria | Nacionalidade  | Atletas                                                                                    | Tempo   | Notas                |
| ------- | ------- | -------------- | ------------------------------------------------------------------------------------------ | ------- | -------------------- |
| 1       | 1       | Estados Unidos | Mekenze Kelley, Madison Whyte, Zaya Akins, Kennedy Wade                                    | 3:32.94 | Q,                   |
| 2       | 1       | Canadá         | Ella Clayton, Jenna James, Emily Martin, Savannah Sutherland                               | 3:33.98 | Q,                   |
| 3       | 3       | Finlândia      | Ronja Koskela, Katriina Wright, Aada Aho, Veera Mattila                                    | 3:34.10 | Q, NU20R             |
| 4       | 3       | Índia          | Summy, Priya Mohan, Rajitha Kunja, Rupal Chaudhary                                         | 3:34.18 | Q, NU20R             |
| 5       | 2       | Jamaica        | Oneika Brissett, Abigail Campbell, Rickianna Russell, Oneika McAnnuff                      | 3:34.92 | Q,                   |
| 6       | 2       | Alemanha       | Maja Schorr, Anna Hense, Justin Wehner, Lara-Noelle Steinbrecher                           | 3:35.18 | Q,                   |
| 7       | 2       | Reino Unido    | Poppy Malik, Jessica Astill, Ophelia Pye, Etty Sisson                                      | 3:35.22 | q,                   |
| 8       | 1       | Austrália      | Jasmin Guthrie, Annie Pfeiffer, Isabella Guthrie, Txai Anglin                              | 3:36.25 | q,                   |
| 9       | 1       | África do Sul  | Precious Molepo, Anje Nel, Colleen Scheepers, Simone De Wet                                | 3:36.52 | NU20R                |
| 10      | 3       | Nigéria        | Osaretin Joy Usenbor, Opeyemi Deborah Oke, Josephine Oloye, Queen Usunobun                 | 3:36.89 | Recorde da temporada |
| 11      | 2       | Polónia        | Kornelia Lesiewicz, Martyna Guzowska, Aleksandra Wołczak, Martyna Trocholepsza             | 3:37.19 | Recorde da temporada |
| 12      | 3       | Itália         | Ngalula Kabangu, Martina Canazza, Zoe Tessarolo, Nancy Demattè                             | 3:40.97 | Recorde da temporada |
| 13      | 1       | Eslovênia      | Neža Dolenc, Veronika Sadek, Petja Klojčnik, Ana Rus                                       | 3:41.08 | NU20R                |
| 14      | 3       | Brasil         | Leticia Quingostas, Camille Cristina De Oliveira, Taimara Pereira, Amanda Miranda Da Silva | 3:44.70 | Recorde da temporada |
| 15      | 2       | Chéquia        | Tereza Lamačová, Veronika Hutárková, Jana Piškulová, Adéla Tkáčová                         | 3:47.72 |                      |
| 16      | 2       | Equador        | Selene Elizabeth Alban, Xiomara Ibarra, Dayanara Nazareno, Evelin Mercado                  | 3:53.46 | Recorde da temporada |
| 17      | 3       | Suécia         |                                                                                            | DNS     | DNS                  |

### Final
A prova final foi realizada no dia 6 de agosto às 14:20. 
| Posição           | Nacionalidade  | Atletas                                                          | Tempo   | Notas                |
| ----------------- | -------------- | ---------------------------------------------------------------- | ------- | -------------------- |
| Medalha de ouro   | Estados Unidos | Mekenze Kelley, Shawnti Jackson, Akala Garrett, Roisin Willis    | 3:28.06 | Recorde da temporada |
| Medalha de prata  | Jamaica        | Dejanea Oakley, Abigail Campbell, Oneika McAnnuff, Alliah Baker  | 3:31.59 | Recorde da temporada |
| Medalha de bronze | Reino Unido    | Yemi Mary John, Jessica Astill, Ophelia Pye, Etty Sisson         | 3:31.86 | Recorde da temporada |
| 4                 | Finlândia      | Ronja Koskela, Katriina Wright, Aada Aho, Veera Mattila          | 3:33.15 | WU20R                |
| 5                 | Canadá         | Ella Clayton, Jenna James, Emily Martin, Savannah Sutherland     | 3:33.60 | Recorde da temporada |
| 6                 | Austrália      | Ellie Beer, Isabella Guthrie, Txai Anglin, Jasmin Guthrie        | 3:34.86 | Recorde da temporada |
| 7                 | Alemanha       | Maja Schorr, Anna Hense, Justin Wehner, Lara-Noelle Steinbrecher | 3:34.95 | Recorde da temporada |
| 8                 | Índia          | Summy, Priya Mohan, Rajitha Kunja, Rupal Chaudhary               | 3:36.72 |                      |

Legenda
| Recorde mundial       | Recorde mundial (World record)               |                       | Recorde africano                      | Recorde africano (African) |                                           | Q | Classificado por posição (Qualified) |
| Recorde do campeonato | Recorde do campeonato (Championship record)  | Recorde da América    | Recorde da América (Americas)         | q                          | Classificado por melhor tempo (Qualified) |   |                                      |
| Melhor marca do ano   | Melhor marca do ano (World leading)          | Recorde asiático      | Recorde asiático (Asian)              | DNS                        | Não largou (Did not start)                |   |                                      |
| Recorde nacional      | Recorde nacional (National record)           | Recorde europeu       | Recorde europeu (European)            | DNF                        | Não terminou (Did not finish)             |   |                                      |
| Recorde pessoal       | Recorde pessoal do atleta (Personal best)    | Recorde da Oceania    | Recorde da Oceania (Oceania)          | DSQ / DQ                   | Desclassificado (Disqualified)            |   |                                      |
| Recorde da temporada  | Recorde da temporada do atleta (Season best) | Recorde sul-americano | Recorde sul-americano (South America) | NM                         | Sem marca (No mark)                       |   |                                      |